# Bennigsen
Bennigsen ist eine Ortschaft in der Stadt Springe in Niedersachsen.

## Geografie
Bennigsen liegt im Nordosten des Stadtgebietes von Springe, am Südhang des Süllbergs, eines östlichen Ausläufers des Deisters. Von dort bietet sich ein Ausblick auf die östliche Calenberger Ebene. Der Ort liegt in der historischen Landschaft des Calenberger Landes und innerhalb der Calenberger Lössbörde mit fruchtbaren Ackerböden.

## Geschichte
Bennigsen wurde erstmals um 980 als „Bennucheshusen“ in einer Schenkungsurkunde erwähnt. Der Ort mit etwa zehn Hofstellen bestand aber vermutlich schon vorher. In derselben Urkunde wird der Nachbarort Lüdersen als „Luidgereshem“ genannt.
Südlich des heutigen Ortes liegt die Wüstung Medefeld, die älter ist als der Ort Bennigsen. Bennigsen selbst wurde vermutlich im frühen Mittelalter gegründet.
Am 1. März 1974 wurde Bennigsen in die Stadt Springe eingegliedert. Die bis 2013 stehende Rudolf-von-Bennigsen-Eiche wurde nach dem 1902 in Bennigsen verstorbenen Politiker Rudolf von Bennigsen benannt. Sie wurde durch Blitzschlag zerstört.

## Politik

### Bürgermeister
Ehrenamtlicher Ortsbürgermeister ist seit November 2021 Klemens Brandt (SPD).

### Wappen
Das Wappen zeigt im waagerecht geteilten Schild oben einen braunen, rechts gewendeten, leicht steigenden Armbrustspanner auf weißem Grund und unten eine weiße, auf der Spitze stehende, mit drei grünen Blättern besetzte Zuckerrübe auf blauem Grund. Der Armbrustspanner entstammt dem Wappen der Familie von Bennigsen. Die Zuckerrübe hat im 19. Jahrhundert zur wirtschaftlichen Entwicklung des Ortes beigetragen.
Das Wappen ist am Westgiebel des Bahnhofsgebäudes über dem Rudolf-von-Bennigsen-Platz aufgemalt.

## Kultur und Sehenswürdigkeiten
Bennigsen hat eine Grundschule, die Süllberg-Sporthalle, ein Lehrschwimmbecken und ein beheiztes Freibad mit 50-m-Becken. Mehrere Einkaufsmärkte, Einzelhandelsgeschäfte und eine Tankstelle sind im Ort vorhanden. Das Angebot an Gaststätten ist vielfältig. In einer wurde bis 2015 ein örtliches Bier, das „Bennexer“ gebraut. Die Sportvereine decken ein breites Spektrum ab, die von der Mitgliederzahl größten sind der Wassersportverein und der FC. Der Club Bennigsen Beavers war 2004 bis 2005 in der Baseball-Bundesliga.
- In der Region Hannover beliebt ist der am zweiten Adventswochenende stattfindende Weihnachtsmarkt der örtlichen Vereine. Er fand viele Jahre auf der kopfsteingepflasterten Straße „Am Gut“ in Höhe der evangelischen St.-Martin-Kirche statt. Im Jahre 2022 ist der Markt in den Gutshof verlegt worden.
- Das Rittergut Bennigsen im Ort ist seit mehr als 700 Jahren Stammsitz des niedersächsischen Adelsgeschlechtes von Bennigsen.
- In Bennigsen gibt es eine für die Größe der Ortschaft ungewöhnlich hohe Anzahl von Dreiseithöfen, die heute oft anderweitig genutzt sind. Dabei kommen sowohl die norddeutsche als auch die mitteldeutsche Bauform vor. Oftmals handelt es sich um so genannte Rübenburgen, Bauernhöfe, die Anfang des 20. Jahrhunderts gebaut wurden. Seinerzeit konnten durch den Anbau von Zuckerrüben gute Erträge erwirtschaftet werden.
- Von 1995 an veranstaltete der Gutsherr und Cellist Roderic von Bennigsen auf seinem Gut allsommerlich eine Konzertreihe mit renommierten internationalen Künstlern.
- Die durch die Ortschaft verlaufende Landesstraße 460 war westlich des Bahnhofes als Halballee Japanischer Schnurbäume ausgebaut. Im Februar 2024 wurden die Bäume für eine bevorstehende Veränderung des Straßenprofils gefällt.
- Im Deister liegen in der Nähe des Ortes die Reste der Bennigser Burg.
- Seit mehreren Jahren finden in Bennigsen die Inlineskatedays statt. Dabei wurden mehrfach Deutsche Meisterschaften ausgetragen.

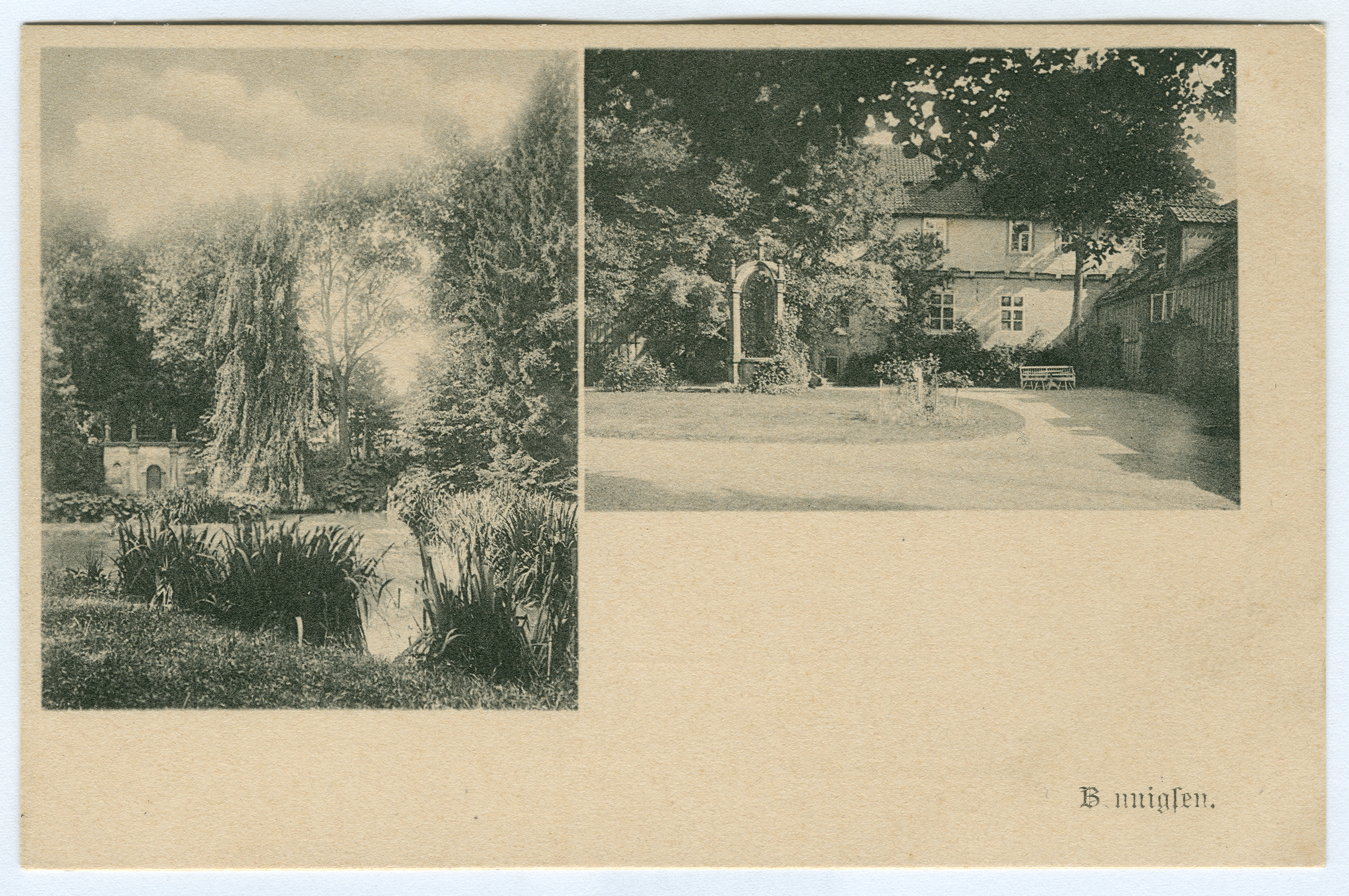
Um 1900: Gutshof in zwei Ansichten; Foto-Ansichtskarte von Karl Friedrich Wunder
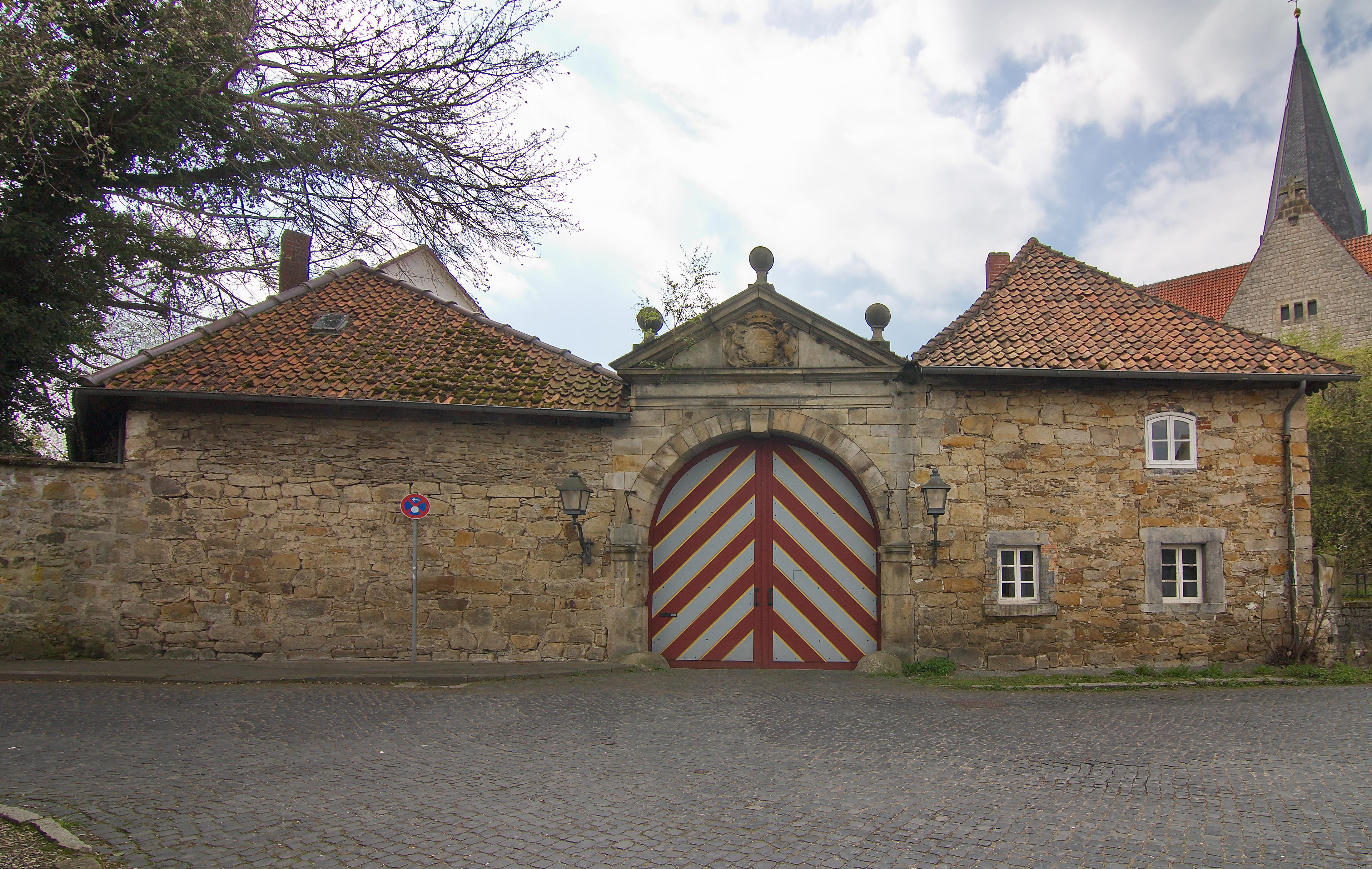
Rittergut Bennigsen
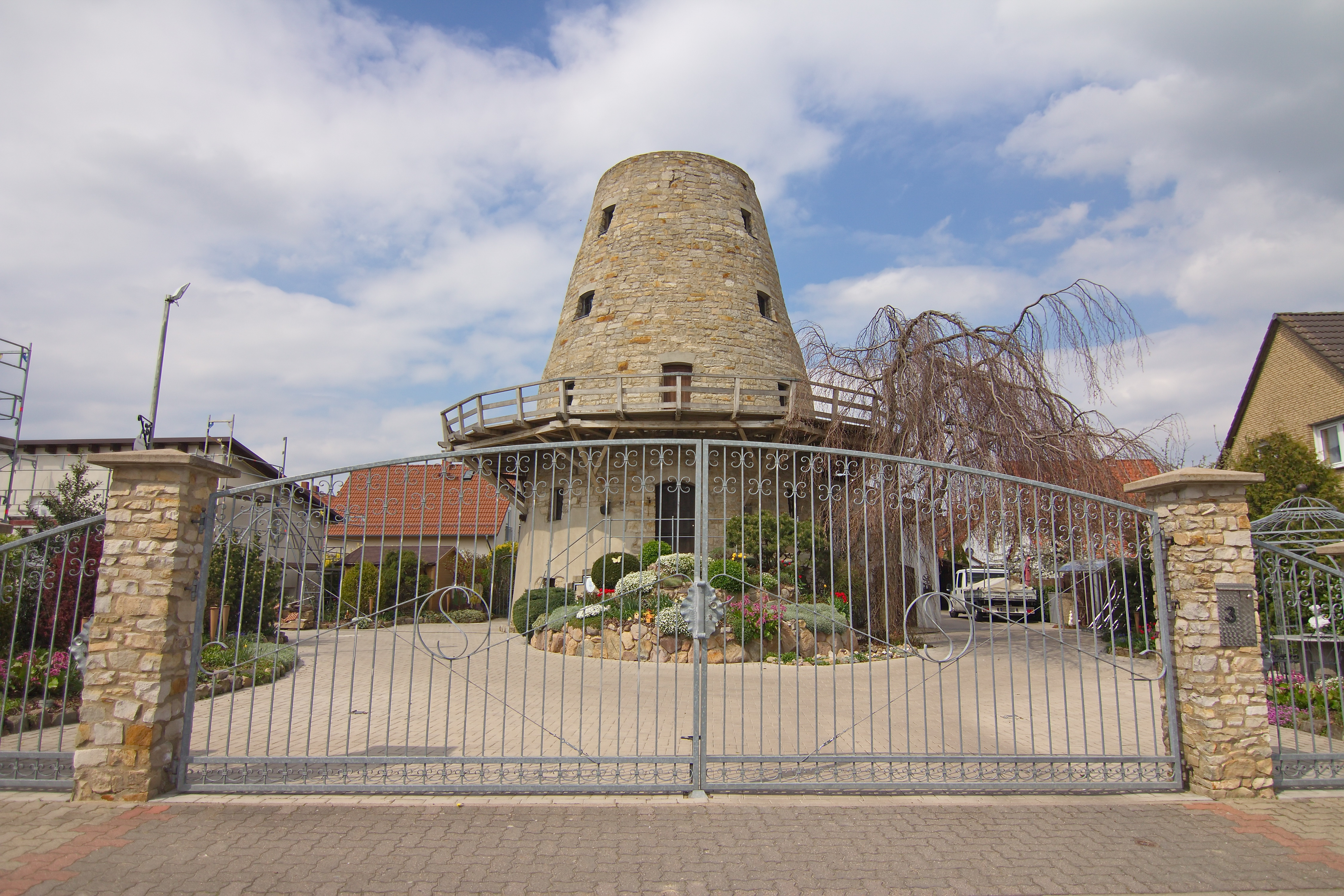
Historische Galerieholländermühle
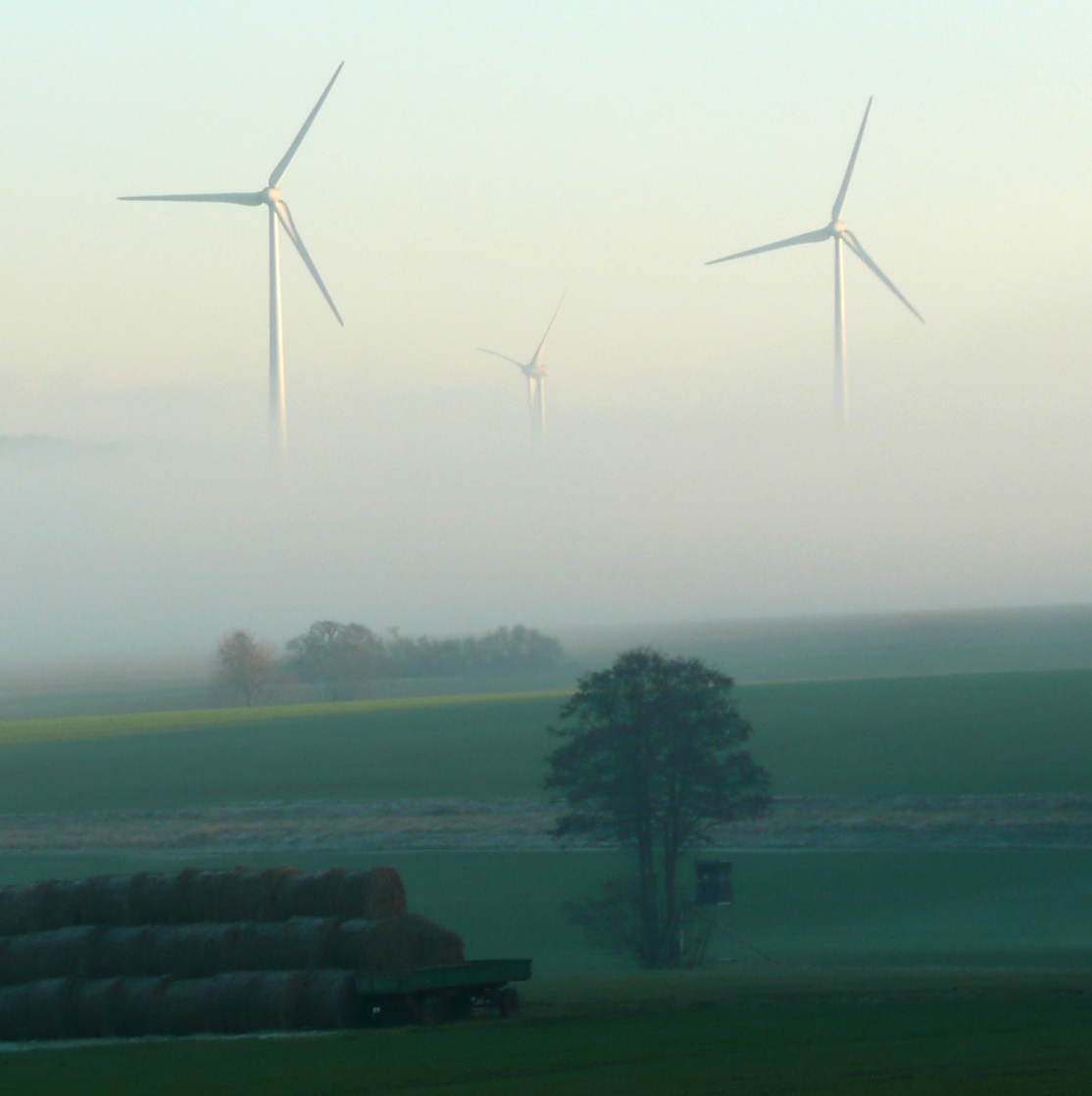
Windkraftanlage am Deister

### Kirchen
In Bennigsen befinden sich zwei Kirchen:
Die evangelisch-lutherische Kirche St. Martin von 1907 befindet sich am Gut, sie wurde erbaut, weil 1905 ihre Vorgängerkirche als Folge eines Blitzeinschlags niederbrannte. Ihre Kirchengemeinde Bennigsen-Lüdersen gehört zum Kirchenkreis Laatzen-Springe.
Die katholische Kirche Maria von der Immerwährenden Hilfe von 1961 befindet sich am Thomaskircher Weg, sie gehört heute zur Pfarrgemeinde Christ König in Springe. Zuvor fand katholischer Gottesdienst in der in einem Gasthaussaal eingerichteten Notkapelle statt.

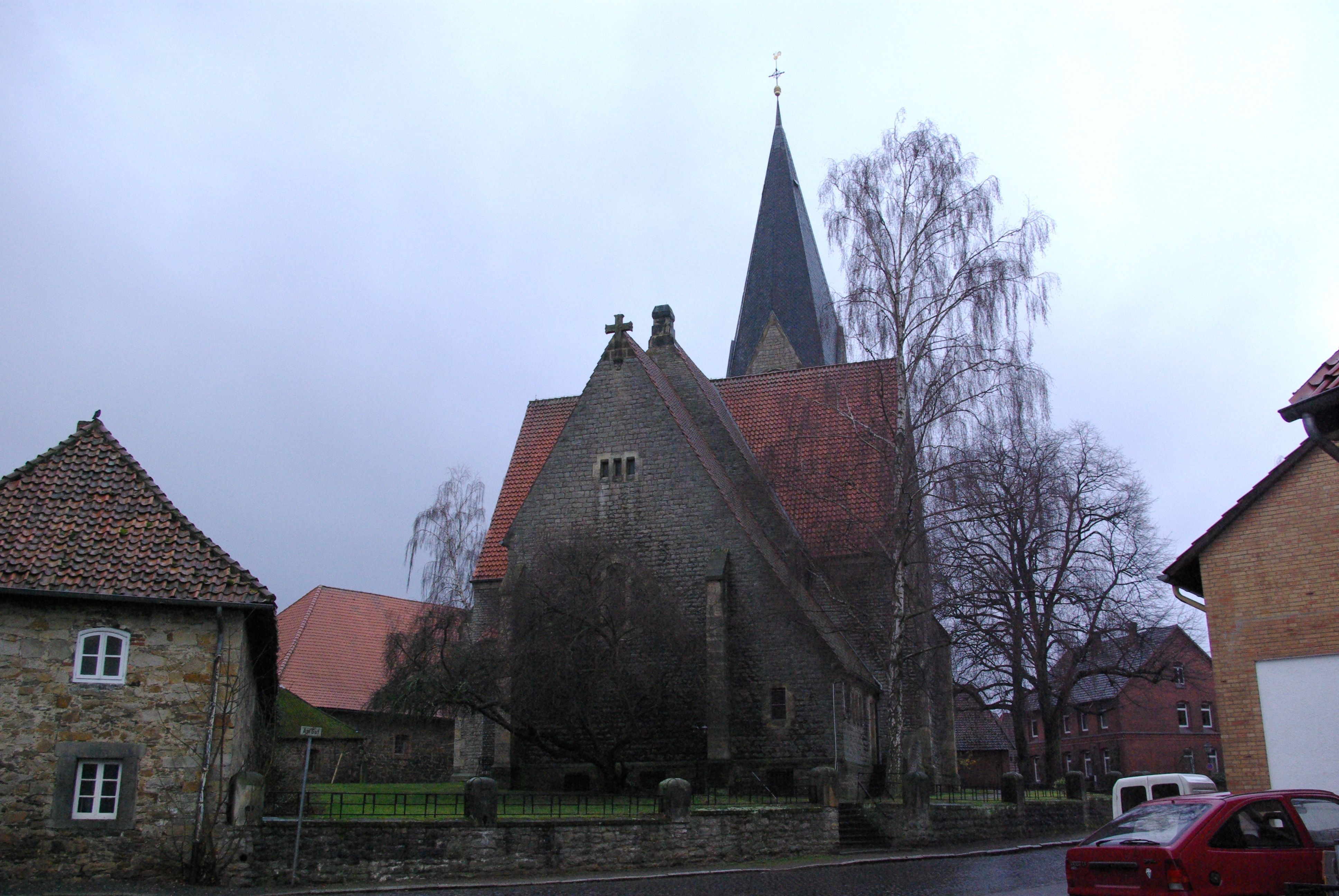
Evangelische Kirche St. Martin
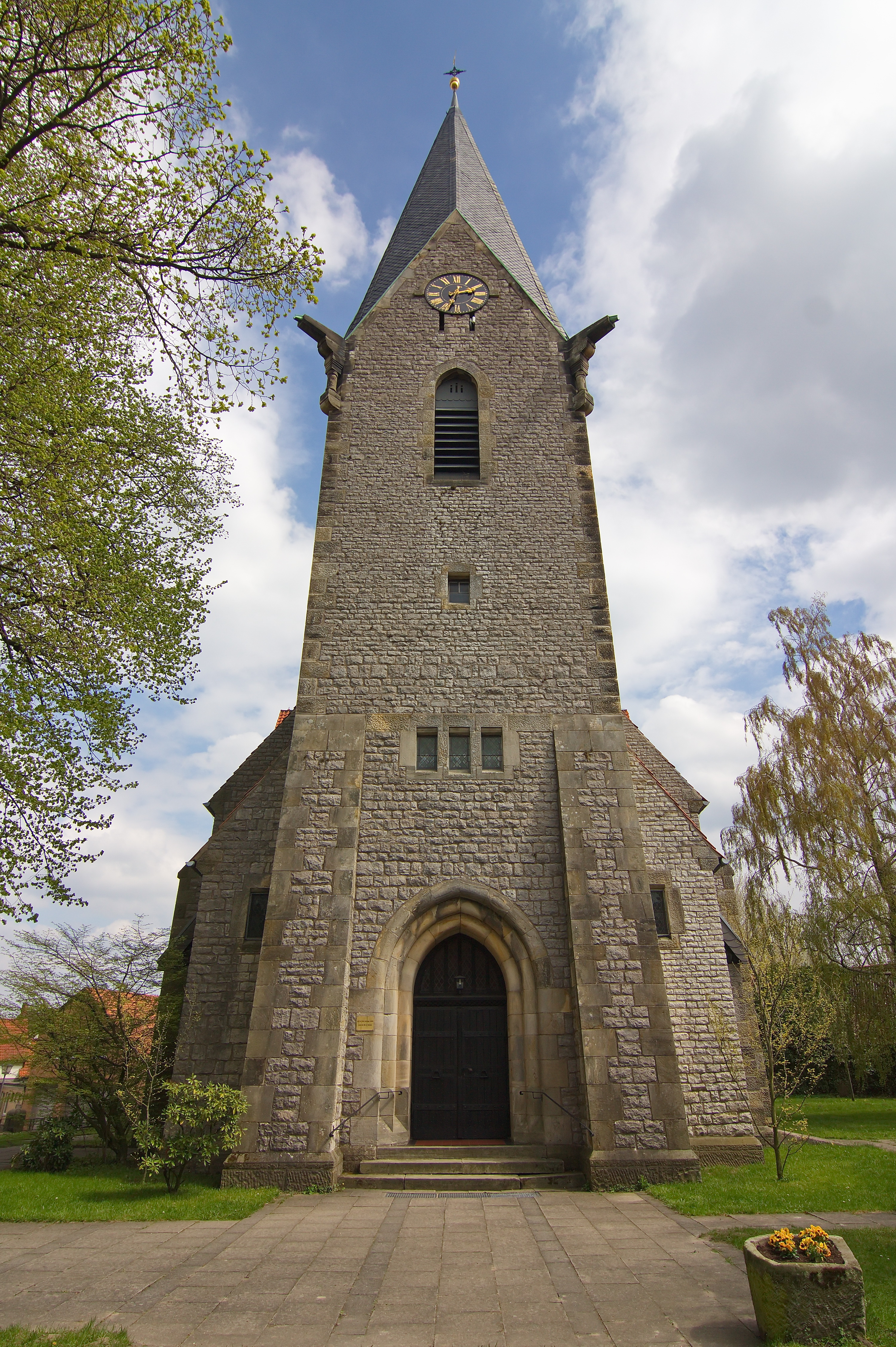
Turm der Kirche St. Martin
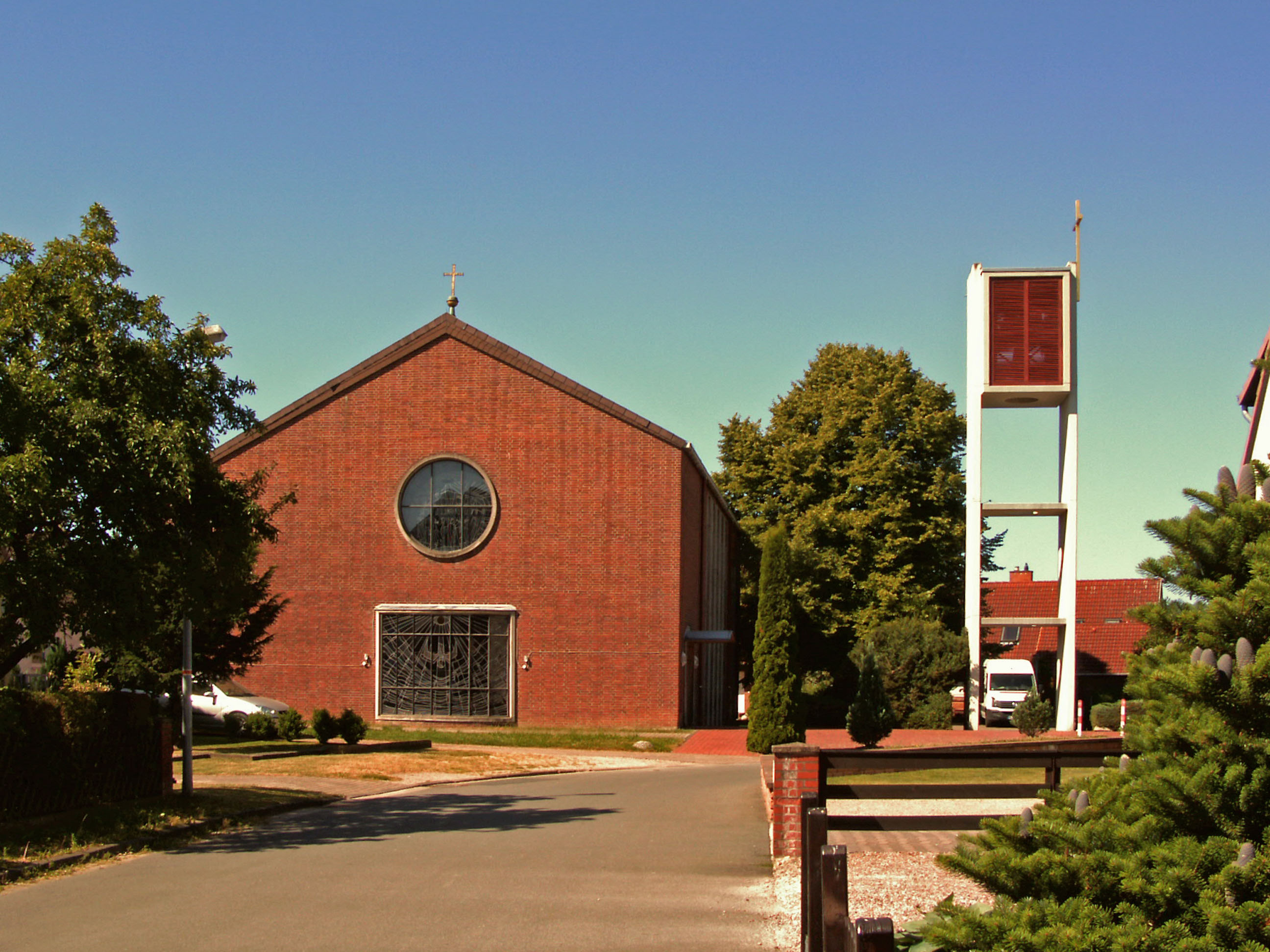
Katholische Kirche

## Wirtschaft und Infrastruktur
Bennigsen ist seit 1872 Bahnstation an der Bahnstrecke Hannover–Altenbeken, heute zu erreichen von Hannover(-Flughafen), Hameln Altenbeken oder Paderborn mit der S 5 der S-Bahn Hannover. Der Bahnhof liegt für eine Ortschaft dieser Größe ungewöhnlich zentral.
| Linie | Verlauf | Takt |
| ----- | --- | --- |
| S 5   | Paderborn Hbf – Altenbeken – Steinheim (Westf) – Schieder – Lügde – Bad Pyrmont – Emmerthal – Hameln – Bad Münder (Deister) – Springe – Völksen/Eldagsen – Bennigsen – Holtensen/Linderte – Weetzen – Hannover-Linden/Fischerhof – Hannover Bismarckstraße – Hannover Hbf – Hannover-Nordstadt – Hannover-Ledeburg – Hannover-Vinnhorst – Langenhagen Mitte – Langenhagen Pferdemarkt – Hannover Flughafen Stand: Fahrplanwechsel Juni 2022 | 60 min 30/60 min (Bad Pyrmont–Hameln) 30 min (Hameln–Hannover Hbf werktags) 30 min (Hannover Hbf–Flughafen) |

Der Ort ist von Hannover aus auch mit der Stadtbahn Hannover, Linie 13 und Umstieg in Hemmingen auf die Buslinie 360 zu erreichen.
An der mehrspurig ausgebauten B 217 liegt zwischen Wennigsen-Holtensen und Völksen die Ausfahrt nach Bennigsen. Die Landesstraße 460 führt weiter nach Hildesheim.

## Persönlichkeiten
- Rudolf von Bennigsen (1824–1902), gestorben in Bennigsen, Politiker
- Heinrich Hische (1837–1912), Fabrikant, Politiker und Reichstagsabgeordneter
- Rudolf von Bennigsen (1859–1912), Kolonialbeamter und Gouverneur
- Adolf von Bennigsen (1860–1902), Landrat
- Jamie-Lee Kriewitz (* 1998), Popsängerin, deutsche ESC-Vertreterin 2016